# Donore
Donore (irisch Dún Uabhair, deutsch: „die stolze Festung“) ist eine Ortschaft in der Republik Irland mit 767 Einwohnern (Stand 2022); gegenüber der Volkszählung 1996 hat sich die Einwohnerzahl damit mehr als verdoppelt.

## Lage
Donore liegt im Nordosten der Grafschaft Meath am Ufer des Flusses Boynenahe der Stadt Drogheda im County Louth. In der näheren Umgebung des Ortes befinden sich die prähistorischen Kultstätten von Brú na Bóinne. 

## Geschichte
Die Siedlung geht auf prähistorische Strukturen zurück: So finden sich mehrere Erdwerke in der Umgebung. 
Ende des 17. Jahrhunderts war Donore ein Rückzugsort für die Jakobiten. 1690 war hier das Lager bei der Schlacht am Boyne. 
Um 1840 wurde die katholische Marienkirche erbaut. 